# Laparrouquial
Laparrouquial (okzitanisch: La Parroquial) ist eine französische Gemeinde mit 93 Einwohnern (Stand: 1. Januar 2022) im Département Tarn in der Region Okzitanien. Sie gehört zum Arrondissement Albi und zum Kanton Carmaux-2 Vallée du Cérou. 

## Geographie
Laparrouquial liegt rund 24 Kilometer nordnordwestlich von Albi. An der nördlichen Gemeindegrenze verläuft das Flüsschen Candour. Umgeben wird Laparrouquial von den Nachbargemeinden Saint-Christophe im Norden, Le Ségur im Osten und Südosten, Saint-Marcel-Campes im Süden und Südwesten, Lacapelle-Ségalar im Westen sowie Saint-Martin-Laguépie im Nordwesten.

## Bevölkerungsentwicklung
| Jahr                      | 1962 | 1968 | 1975 | 1982 | 1990 | 1999 | 2006 | 2013 |
| Einwohner                 | 161  | 140  | 106  | 103  | 104  | 109  | 105  | 111  |
| Quelle: Cassini und INSEE |      |      |      |      |      |      |      |      |

## Sehenswürdigkeiten
- Kirche Notre-Dame-de-l'Assomption